# In My Darkest Hour
"In My Darkest Hour" – utwór amerykańskiego Thrash Metalowego zespołu Megadeth. Był to drugi singiel z trzeciej płyty Megadeth, o nazwie So Far, So Good... So What! (1988). Lider zespołu (Dave Mustaine) napisał "In My Darkest Hour" w jednym z posiedzeń po śmierci kumpla z Metalliki, basisty Cliffa Burtona we wrześniu 1986 Mustaine był cytowany w różnych czasopism i Megadeth Behind the Music jako mówiąc iż piosenka była zainspirowana życiem Burtona.
Teledysk do "In My Darkest Hour" posiada klip zespołu wykonującego utwór zarówno na żywo jak i w studiu. MTV odmówiło wyemitowania teledysku do piosenki, wierząc, że słowa odnoszą się do samobójstwa. Wideo pojawia się jednak w filmie The Decline of Western Civilization II: The Metal Years i od tego czasu na antenie kanałów muzycznych.